# Frihet (bok)
Frihet är en fristående del i Ivar Lo-Johanssons memoarer, utgiven 1985.
Berättelsen börjar vid andra världskrigets utbrott och går fram till 1960-talets mitt. Skildringen av beredskapsåren är en avheroisering av militärlivet och hemmafronten och författaren menar att det neutrala Sverige moraliskt förlorar kriget. I boken berättar Lo-Johansson även om sitt författarliv och porträtterar en rad andra författare och publicister. Han skildrar också sina resor till Ryssland och berättar för första gången mer utförligt om kärlekens roll i hans liv.

## Källa
- Ivar Lo-Johansson Frihet,  Albert Bonniers förlag 1985